# Tympanoptera simplex
Tympanoptera simplex är en insektsart som beskrevs av Max Beier 1954. Tympanoptera simplex ingår i släktet Tympanoptera och familjen vårtbitare. Inga underarter finns listade i Catalogue of Life.